# 楠山
楠山，舊稱新武路山（與鄰近的新武路溪同源），位於臺灣臺東縣海端鄉崁頂村與霧鹿村交界處，因鄰近舊時布農族部落楠社而得名。峰頂海拔1,621公尺，原為2003年版台灣小百岳之一，但已於2006年被除名。該山峰地處卑南溪支流大崙溪、紅石溪與崁頂溪的分水嶺上，立有二等三角點1669號。山頂建有瞭望台及雨測計。
登楠山一般從關山鎮經鄉道東5線轉紅石林道。